# Dixie Bibb Graves
Dixie Bibb Graves (Montgomery, 1882. július 26. – Montgomery, 1965. január 21.) az Amerikai Egyesült Államok szenátora (Alabama, 1937–1938).